# 39 Tauri

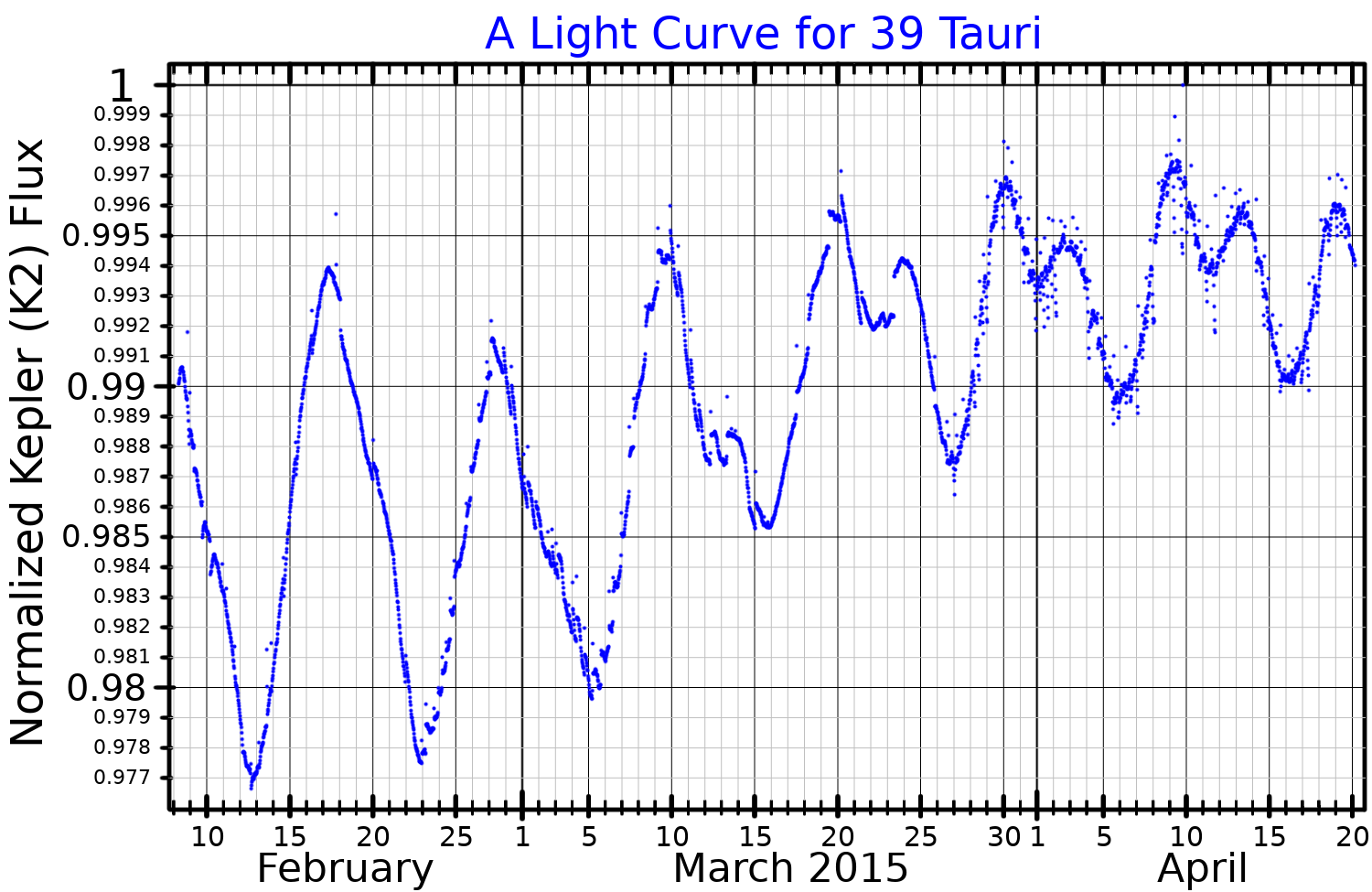
Uma curva de luz para 39 Tauri, traçada a partir de dados Kepler (K2)

39 Tauri (A² Tauri) é uma estrela na direção da Taurus. Possui uma ascensão reta de 04h 05m 20.15s e uma declinação de +22° 00′ 33.2″. Sua magnitude aparente é igual a 5.90. Considerando sua distância de 55 anos-luz em relação à Terra, sua magnitude absoluta é igual a 4.78. Pertence à classe espectral G5V.